# 부여 명혜공주 태실비
부여 명혜공주 태실비는 충청남도 부여군 부여읍에 있다. 2010년 12월 31일 부여군의 향토문화유산 제113호로 지정되었다.